# عملیات کربلای ۵
عملیات کربلای ۵ یا محاصره بصره عملیات نظامی تهاجمی نیروهای مسلح ایران، بر علیه نیروی زمینی عراق، در جریان جنگ ایران و عراق است. این عملیات، ششمین عملیات نیروهای نظامی ایران برای فتح بصره بود، که شدیدترین نبرد تاریخ جنگ ایران و عراق محسوب می‌شود. نیروهای ایرانی عملیات را در محور شلمچه به منطقه‌ای موسوم به کانال ماهی، به‌صورت گسترده در تاریخ ۱۹ دی ۱۳۶۵ با فرماندهی سپاه پاسداران آغاز کردند. عملیات کربلای ۵ با فاصله ۱۵ روز پس از عملیات کربلای ۴ انجام شد. این عملیات، پرهزینه‌ترین و پرتلفات‌ترین عملیات این جنگ بود و از آن به‌عنوان آغازی بر پایان جنگ ایران و عراق یاد می‌شود.
در نتیجه این عملیات، نیروهای نظامی ایران اگرچه از دستیابی به هدف اصلی عملیات، یعنی تسخیر شهر بصره بازماندند، اما با این حال توانستند حدود ۱۵۰ کیلومتر مربع از منطقه اشغال‌شده شلمچه را آزاد و قسمت‌هایی از جنوب عراق را نیز به تصرف خود درآورند. در انتهای عملیات کربلای ۵ خطوط پدافندی ایران در نزدیکی کارخانه پتروشیمی عراق ایجاد شد. از این عملیات به‌عنوان عملیات محاصره بصره نیز نام می‌برند.

## پیش‌درآمد
در هفتمین سال جنگ ایران و عراق، هر دو کشور درگیر، متوقف شده بودند و هر یک از طرفین جنگ می‌کوشیدند تا رکود موجود را به نفع خود برهم زنند. ایرانی‌ها شهر بصره را به‌عنوان شهری نفت‌خیز و پر درآمد، هدف اصلی قرار داده بودند. آن‌ها پیش‌تر در عملیات والفجر ۸ مناطقی در جنوب این شهر در شبه‌جزیره فاو را اشغال کرده بودند. با تصرف بخش‌های شمال بصره، شاه‌راه مبادلاتی این شهر با باقی عراق قطع می‌شد و محاصره شهر نیز آن را در معرض سقوط قرار می‌داد. تصرف این شهر همچنین می‌توانست نیروهای ایرانی را که طی عملیات والفجر ۸ با عبور از اروندرود، شبه‌جزیره فاو را به تصرف خود درآورده بودند، از طریق زمینی به مابقی نیروهای ایرانی متصل کند. در این میان تصور سیاست‌مداران ایرانی بر این بود که با سقوط بصره، حکومت صدام حسین نیز سقوط خواهد کرد. از این رو برای بسیاری از سیاستمداران و نظامیان ایرانی، عملیات نظامی برای تصرف این شهر نبرد آخر جنگ ایران و عراق به‌شمار می‌رفت.
ایرانی‌ها پیش از این عملیات نیز بارها تلاش خود را متوجه تسخیر یا محاصره شهر بصره کرده بودند. با این حال نیروهای نظامی ایران در تمامی این عملیات‌ها از رسیدن به اهداف عملیاتی خود بازمانده بودند. از جمله این تلاش‌ها، انجام عملیات کربلای ۴ به فرماندهی سپاه پاسداران بود که لو رفتن این عملیات شکست سنگینی را برای نیروهای نظامی ایران به‌همراه داشت.
به گفته قاسم سلیمانی؛ اجرای بلافاصله عملیات کربلای ۵ نیروهای عراقی را غافلگیر کرد. عملیات کربلای ۵ به فاصلهٔ ۱۵ روز و در پی عدم موفقیت عملیات کربلای ۴ انجام شد، که به روایت قاسم سلیمانی، عملیاتی «پیچیده‌تر» بود و «بزرگ‌ترین موفقیت» را در پی داشت. با وجود مخالفت بسیاری از فرماندهان سپاه برای اجرای عملیات کربلای ۵، اصرار محسن رضایی، فرمانده سپاه پاسداران، منجر به انجام این عملیات شد.

## عملیات
در شب ۱۹ دی‌ماه ۱۳۶۵ عملیات کربلای ۵ توسط نیروهای سپاه از جنوب منطقه‌ای به نام دریاچهٔ پرورش ماهی آغاز شد. همزمان بخش دیگری از نیروهای سپاه پاسداران نیز توسط قایق‌های تندرو، در غرب این دریاچه پیاده شدند. در مراحل ابتدایی این عملیات، ایرانی‌ها توانستند افزایش توان نظامی خود را به نحوی که توانایی باز کردن یک جبهه کامل را داشته‌باشند، به نمایش بگذارند. نیروهای گارد ریاست‌جمهوری عراق به مقابله پرداختند که این نبرد، تلفات سنگینی برای هر دو طرف به بار آورد. ایرانی‌ها دو روز اول عملیات را صرف غلبه بر دو ستون دفاعی نیروی زمینی عراق کردند. آن‌ها با بهره‌گیری از تانک‌های خودی و نیز با استفاده از تانک‌های غنیمت گرفته‌شده، شروع به توپ‌باران بصره و سایر استحکامات عراقی‌ها کردند.
در روز پنجم عملیات، گارد مرزی عراق، ارتباط خود را با یک سوم سنگربندی‌هایش از دست داد. سرانجام در روز هشتم عراقی‌ها کانال جاسم را تخلیه کردند. نیروی هوایی عراق که در آن زمان برتری هوایی را از آن خود کرده بود، به حمایت از نیروهای زمینی خود وارد عمل شد. با این حال، موشک‌های زمین به هوای ساخت بوفورس سوئد، بنام آربی‌اس ۷۰، که ایرانی‌ها در آن زمان به‌تازگی و مخفیانه تهیه کرده بودند، صدمات زیادی را به جنگنده‌های نیروی هوایی عراق وارد نمود. در عملیات کربلای ۵ نیروهای مسلح ایران توانستند در حدود ۵۰ تا ۶۰ فروند جت جنگندهٔ عراقی را ساقط کنند، که این رقم، معادل ۱۰ درصد از کل هواپیماهای نیروی هوایی عراق در آن زمان را شامل می‌شد. با این روند، نیروی هوایی تضعیف‌شدهٔ ایران توانست مدت کوتاهی برتری هوایی را از آن خود کند. عراقی‌ها همچنین برای مقابله، شروع به بمباران خطوط مواصلاتی ایران، با سلاح‌های شیمیایی کردند. برای افزایش فشار عراق بسیاری از شهرهای نیمهٔ غربی ایران از جمله تهران، اصفهان، تبریز و قم را با بمب‌های معمولی بمباران نمودند. بمباران شهرهای ایران تلفاتی در حدود ۳٬۰۰۰ غیرنظامی در پی داشت. (از جملهٔ این تلفات کشته شدن ۳۰ دانش‌آموز در حملهٔ هوایی به مدرسهٔ زینبیه در میانهٔ استان آذربایجان شرقی است) ایران نیز برای مقابله، با موشک‌های دوربرد، شهرهای مرکزی عراق را مورد هدف قرار داد.
در روز ۲ بهمن‌ماه، ایرانی‌ها موج جدیدی از حملات خود را آغاز نمودند، که خطوط چهارم دفاعی عراقی را اشغال کرده و توانستند تا ۱۲ کیلومتری بصره پیشروی کنند، به‌طوری‌که ساختمان‌های شرق بصره از خطوط مقدم ایران، قابل رؤیت بودند. تلویزیون دولتی ایران، صحنه‌هایی از این پیشروی و دورنمای شهر بصره را از خطوط ایرانی به نمایش گذاشت. با این حال ایرانی‌ها نتوانستند بیش از این پیشروی کنند، اما توپخانه و موشک‌های میان‌برد ایرانی خسارات سنگینی را به شهر بصره وارد آورد. نیروهای مسلح عراق، که ایرانی‌ها را در اطراف شهر بصره می‌دیدند، مجبور شدند بسیاری از شهروندان عراقی را به قسمت‌های شمالی عراق تخلیه کنند.

بعد از نماز و شام به قرارگاه خاتم الانبیاء(ص) رفتیم. تا ساعت چهار بامداد، فرماندهان سپاه جمع شدند. درباره عملیات و زمان آن بحث شد. بعضی‌ها با زمان مقرر به خاطر اشکال مهتاب موافق نبودند و جمعی با تأخیر، به خاطر آماده شدن نیروها و امکانات در پای کار و احتمال قوی کشف شدن عملیات در صورت تاخیر و برگشتن نیروها که مدت تعهدشان تمام شده، مخالف بودند: آقایان محسن رضایی و علی شمخانی موافق و آقایان غلامعلی رشید و رحیم صفوی مخالف.سرانجام قرار شد من و آقای رضایی تصمیم بگیریم. ما دو نفر به اضافه دکتر روحانی با توجه به اظهارات، به مشورت پرداختیم و عمل کردن در وقت مقرر را ترجیح دادیم و به قرارگاه چهار اعلان کردیم و قرار شد عملیات آغاز شود، مگر اینکه فرمانده سپاه تشخیص بدهد که مشکل عمده‌ای دارند. تردیدها بسیار رنج دهنده است. برای اولین بار در تاریخ جنگ، قبل از عملیات دچار چنین حالی شده‌ام. شاید به خاطر وضعی که در عملیات کربلای چهار پیش آمد و چشممان ترسید و به خاطر مسئولیت مستقیمی که دارم و همین وضع درباره فرماندهان دیگر هم صادق است.

اوج دفاع - خاطرات آیت الله هاشمی رفسنجانی - چهارشنبه ۱۷ دی ۱۳۶۵
شرایط برای عراقی‌ها به قدری وخیم شده بود، که صدام حسین با حضور در بین نیروهایش سرلشکر طالع خلیل رحیم الدوری از لشکر سوم را تنزیل درجه داد و از سمت خود برکنار کرد. او همچنین چندین نفر از درجه‌داران رده پایین نیروی زمینی عراق را به دلیل بازدهِ نظامی پایین، توسط جوخه‌های اعدام تیرباران نمود. او سپهبد ضیاءالدین جمال؛ فرمانده سپاه پنجم در شمال عراق را به فرماندهی لشکر سوم منصوب کرد. عراقی‌ها شروع به سربازگیری مجدد کردند و حتی سربازانی با سن ۱۵ سال را به استخدام نیروی زمینی درآوردند. جانشین فرمانده کل قوای ایران در آن زمان، اکبر هاشمی رفسنجانی، چندین بار در خطوط مقدم از نزدیک در جریان پیشروی‌ها قرار گرفت.
در هفتهٔ چهارم عملیات کربلای ۵، ایرانی‌ها در کنار دریاچه‌های پرورش ماهی، جزیره‌های ام‌الطویل، رودخانهٔ جاسم و کانال آبیاری، مستقر شده بودند. با این حال توان نظامی ایران مصروف شده بود و نبرد در این زمان به حالت واماندگی رسیده بود. عراقی‌ها توپخانهٔ خود را روی خطوط تأمین ایرانی‌ها متمرکز کرده بودند و به‌طور مؤثری این خطوط را توسط جنگ‌افزارهای عادی و شیمیایی بمباران می‌نمودند و در این میان، ایرانی‌ها در درون سنگرهای کنده‌شده، پناه گرفته بودند.
در بیستمین روز از شروع عملیات کربلای ۵، گارد ریاست جمهوری عراق وارد میدان نبرد شد. آن‌ها با استفاده از موجی از تجهیزات نظامی و تسلیحات سنگین، شامل؛ تانک، توپخانه و بالگردهای توپ‌دار، به خطوط ایرانی‌ها یورش بردند. لشکر سوم نیروی زمینی عراق نیز از غرب دریاچه‌های پرورش ماهی، حمله خود را آغاز کرد، سپس به سمت جنوب و رودخانهٔ جاسم متمرکز شد. این حملات، به همراه هجوم سنگین تجهیزات زرهی عراق، در روز سی‌ام از شروع عملیات، خطوط ایرانی‌ها را در هم شکست.
از جمله کشته‌شدگان ایرانی در این نبرد، فرمانده لشکر ۱۴ امام‌حسین؛ حسین خرازی بود. ایرانی‌ها تا آستانهٔ شکست خطوط عراقی‌ها و تا دروازه‌های بصره پیش رفتند، اما در نهایت مقاومت عراقی‌ها توانست تاب حملات ایران را بیاورد و آن‌ها توانستند شهر بصره را حفظ کنند. با وجود تلفات بسیار سنگین عراقی‌ها و کشته شدن تعداد زیادی از نیروهای داوطلب ایران، آن‌ها تنها توانستند به اندازه‌ای به بصره نزدیک شوند، تا با توپخانهٔ سنگین آن را مورد هدف قرار دهند. فرماندهی عالی ایرانی‌ها اعلام نمود که آن‌ها ۱۵۰ کیلومتر مربع از خاک عراق را در شلمچه به تصرف خود درآورده‌اند و توانسته‌اند ۸۱ تیپ و گردان عراقی، ۷۰۰ عراده تانک و ۱٬۵۰۰ دستگاه خودروی نظامی نیروی زمینی عراق را منهدم کنند. آن‌ها همچنین اعلام کردند که ۸۰ فروند هواپیمای جنگنده عراقی را نیز ساقط نموده و ۲۵۰ عراده توپ ضدهوایی و ۴۰۰ قطعه تجهیزات زرهی عراق را از بین برده‌اند. بر اساس اطلاعیهٔ ایرانی‌ها ۲۰٬۰۰۰ نظامی عراقی نیز در این عملیات کشته شدند. در مقابل عراق اعلام نمود ۶۵٬۰۰۰ نظامی ایرانی در جریان این درگیری‌ها جان خود را از دست داده‌اند.
بر اساس آماری دیگر در این عملیات ۷ هزار و ۶۵۱ ایرانی (از جمله حسین خرازی، فرمانده لشکر ۱۴ امام حسین و اسماعیل دقایقی، فرمانده لشکر ۹ بدر و محمدعلی شاهمرادی، جانشین لشکر ۴۴ قمر بنی هاشم) کشته، ۳ هزار و ۵۲۲ نفر مفقودالاثر و ۵۳ هزار و ۲۹۹ نفر زخمی شدند. این در حالیست که تعداد کشته شدگان جنگ در سال ۱۳۶۵ بر اساس آمار بنیاد شهید و امور ایثارگران؛ ۴۱ هزار و ۵۰ نفر است، که عمده آنها در نتیجه عملیات کربلای ۴ و ۵ می‌باشد.

## جاده شهید صفوی
این جاده که در ۱۳ کیلومتری شهر خرمشهر (به سمت اهواز) واقع است، به عنوان یکی از محورهای اصلی عملیات کربلای ۵ شناخته می‌شود. این جاده توسط قرارگاه صراط‌المستقیم به فرماندهی سید محسن صفوی احداث شده بود. گفته می‌شود صبح ۱۹ دی ۱۳۶۵ «لشکر ۷ ولیعصر» که قرار بود برای استقرار و جایگزینی با نیروهای خط مقدم، به منطقه عملیاتی اعزام شود، در این جاده، با بمباران شیمیایی راکت، موشک و هواپیماهای عراقی مواجه می‌شود و ۹۰ نفر کشته و ۲۰۰ مجروح شیمیایی به جا می‌گذارد. امروزه یادمان کشته‌شدگان بمباران شیمیایی گردان فجر بهبهان، در این جاده ساخته شده‌است.

## پی‌آمد

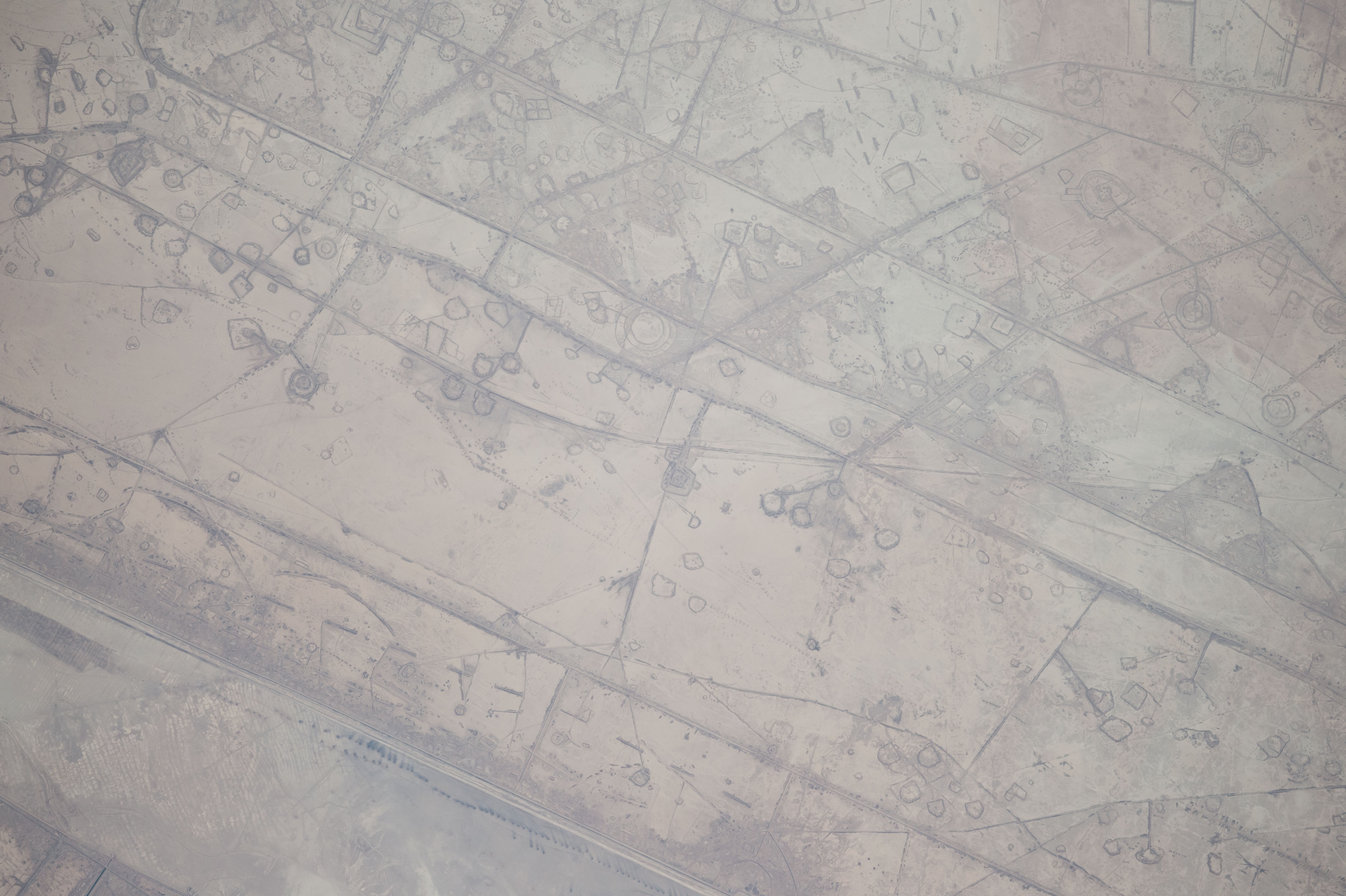
تصویر ایستگاه فضایی بین‌المللی از بازمانده تحرکات و تدارکات جبهه‌های جنگ ایران و عراق در خاکریزهای نزدیک بصره که احتمالاً به عملیات «کربلای ۵» ربط دارند.

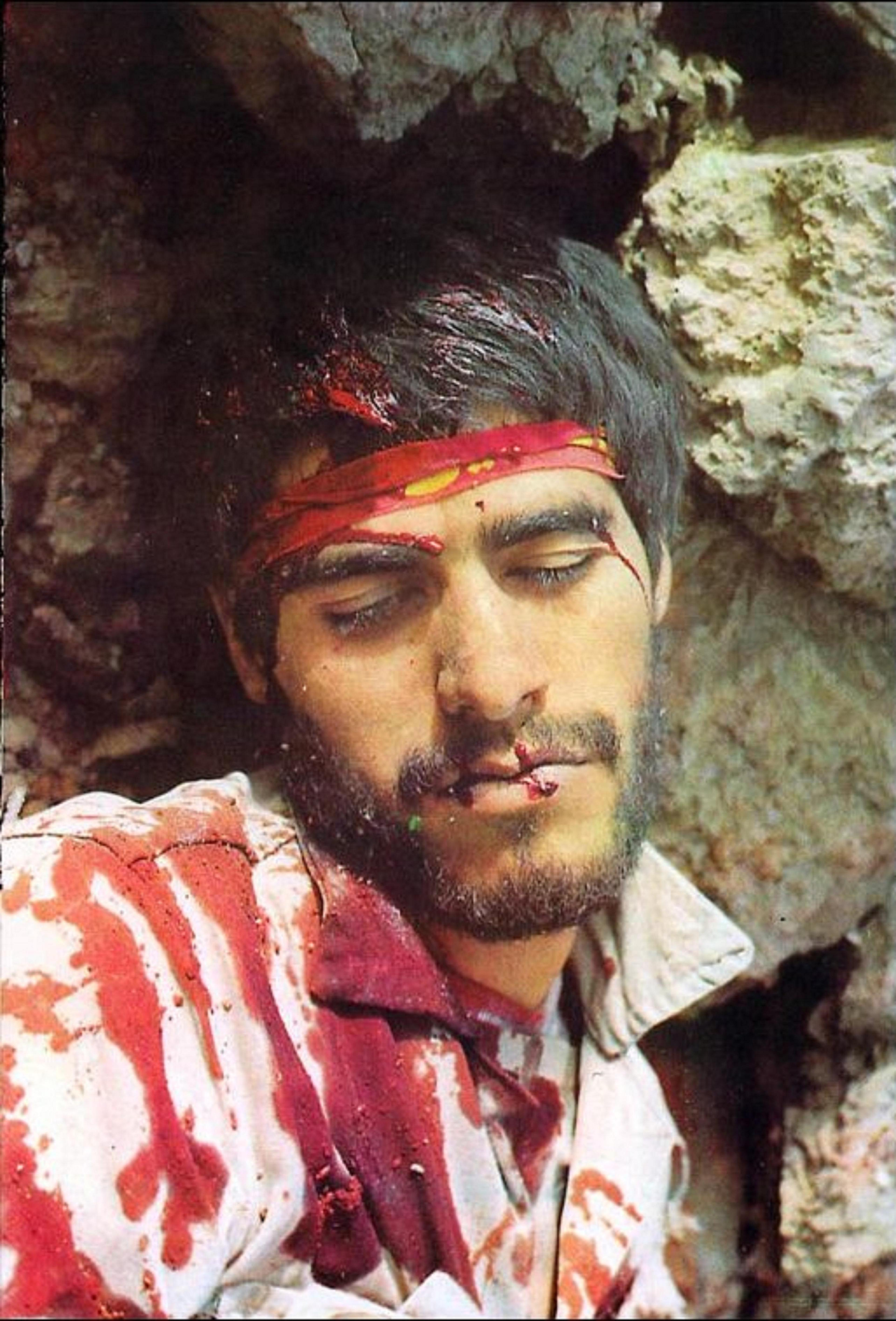
امیر حاج امینی بیسیم‌چی گردان انصارالرسول لشکر ۲۷ محمد رسول‌الله، عملیات کربلای ۵، شرق بصره

پس از پایان عملیات کربلای ۵ ایران همچنان به حملهٔ توپخانه‌ای به بصره ادامه داد، که در یکی از حملات، واحد پتروشیمی در این شهر صدمه دید و نشت گازهای سمی بخشی از شهر بصره را فرا گرفت. نیروهای عراقی در این عملیات، در مجموع ۲۰٬۰۰۰ کشته دادند. عراقی‌ها بعدها تأیید کردند که ۵۰ تا ۶۰ فروند هواپیمای جنگی را در این عملیات از دست دادند، که برای مدت کوتاهی برتری هوایی را از آن نیروی هوایی تضعیف‌شدهٔ ایران کرده بود. بسیاری از شهروندان بصره از بیم حملات ایران، این شهر را ترک کردند و جمعیت بصره از حدود یک میلیون نفر، به صد هزار نفر کاهش یافت. عراق اعلام نمود نیروهای ایرانی ۶۵٬۰۰۰ نفر از نیروهای عمدتاً داوطلب بسیجی و سپاهی را از دست داده‌است. در مقابل برخی فرماندهان سپاه از جمله مرتضی قربانی تعداد کشته و زخمی‌های نیروهای عراقی را در حدود ۹۰٬۰۰۰ هزار نفر تخمین زدند. تلفات گسترده دو طرف در این عملیات، عملاً باعث شد تا پس از این عملیات تا انتهای جنگ، ایران و عراق نتوانند تجدید قوا کرده و عملیات گسترده دیگری را علیه یکدیگر انجام دهند. با کمبود نیرو، ایرانی‌ها پس از این عملیات، استفاده از تاکتیک یورش موج انسانی را کنار گذاشتند. شهر بصره نیز تا انجام عملیات توکلنا علی‌الله توسط ارتش عراق در اواخر جنگ در وضعیت نیمه محاصره باقی ماند.
از نظر اقتصادی، انجام این عملیات بنا بر اعلام محسن رضایی؛ فرمانده وقت سپاه پاسداران، نیازمند تشکیل ۵۰۰ گردان تازه تأسیس، شامل ۴۸۰ هزار نیرو، از جمله ۹۵ هزار پاسدار، ۲۲۰ هزار بسیجی و ۱۶۰ هزار سرباز بود. تأمین هزینه چنین عملیاتی با توجه به شرایط ارزی کشور غیرممکن بود. درآمد نفتی ایران در سال ۱۳۶۴ به میزان ۵٫۹ میلیارد دلار سقوط کرده بود. درآمدی که ۳ سال پیش از آن حدود ۲۰ میلیارد دلار بود. مسعود روغنی زنجانی، رئیس وقت سازمان برنامه و بودجه، در گفتگو با شماره ۲۹ ماهنامه اندیشه پویا اعلام کرد که سال ۱۳۶۵ با درخواست ستاد پشتیبانی جنگ و بر اساس فتوای روح‌الله خمینی، بانک مرکزی ایران اقدام به چاپ ۳۰ میلیارد تومان اسکناس بدون پشتوانه کرد.
مطابق آمار بانک مرکزی ایران، حجم نقدینگی کشور که در پایان سال ۱۳۶۴ حدود ۹۰۰ میلیارد تومان بود و دو سال پیش از آن، یعنی در سال ۱۳۶۳ کمی بیش از ۷۵۰ میلیارد تومان بوده، در پایان سال ۱۳۶۵ به بیش از هزار میلیارد تومان بالغ گردید. به عبارت دیگر، نرخ رشد نقدینگی که در سال ۱۳۶۳ حدود ۶ درصد و در سال ۱۳۶۴ نزدیک به ۱۳ درصد بود، در سال ۱۳۶۵ به ۱۹٫۱ درصد رسید.
بدین ترتیب، نرخ تورم اقتصاد ایران، که در سال ۱۳۶۴ حدود ۶٫۹ درصد بود، طی سال ۱۳۶۵ به ۲۳٫۷ درصد بالغ شد. نرخ دلار در سال ۱۳۶۵ نزدیک به ۷۶ تومان بود. در نتیجه فرماندهان جنگ در سال ۱۳۶۵ معادل ۳۹۳ میلیون دلار، اسکناس ریالی بی‌پشتوانه، برای تکمیل بودجه عملیات کربلای ۴ و متعاقب آن کربلای ۵ اختصاص دادند. به بیان دیگر بانک مرکزی در آن سال به اندازه حدود ۳٫۳ درصد از نقدینگی کل کشور، اقدام به انتشار اسکناس ریالی کرد، که بر پایه نقدینگی ۱۷۰۰ هزار میلیارد تومانی حال حاضر اقتصاد ایران، ارزش روز چاپ پول بانک مرکزی، معادل ۵۶٫۶ هزار میلیارد تومان خواهد بود.
نرخ رشد نقدینگی در سال‌های ۱۳۶۶ و ۱۳۶۷ نیز به ترتیب ۱۸٫۱ و ۲۳٫۸ درصد شد، تا حجم نقدینگی اقتصاد ایران در آستانه پذیرش قطعنامه ۵۹۸ و پایان جنگ با عراق، از مرز یک‌هزار و ۵۰۰ میلیارد تومان گذشت و نرخ تورم به آستانه ۲۹ درصد رسید. در عین حال، نرخ رشد اقتصاد ایران که در سال ۱۳۶۵ به منفی ۹ درصد رسیده بود و در سال ۶۷ به منفی ۱۴ درصد بالغ شد. درآمد نفتی دولت نیز کمتر از ۱۱ میلیارد دلار بود.